# Културни центар Параћин
| Културни центар Параћин |                                       |
|                         |                                       |
| Оснивач:                | Општина Параћин                       |
| Основан:                | 1990.                                 |
| Седиште:                | Бранка Крсмановића 45, Параћин Србија |
| Веб презентација        |                                       |
| Директор                | Ненад Јевтић                          |
| Контакт:                | 035/565 832                           |

Културни центар Параћин је матична установа културе општине Параћин, наследник је права и обавезе Kултурно просветне заједнице, основане 1990. године.
Од оснивања подстицала је активности које доприносе проширивању и задовољавању културних потреба људи, пре свега са циљем да изоштри етичка и уметничка мерила негујући уметнички укус грађана, тако да је покретала, организовала и реализовала бројна културна дешавања:
- Традиционална Сисевачка ликовна колонија одржава се од 1975. године афирмише Параћин и обогаћује галеријски фонд слика.
- Бројне изложбе, концерти, промоције, књижевне вечери, предавања, представиле су параћинској публици имена која су искорачила из локалних и српских оквира.